# 拉加里什 (费尔盖拉什)
拉加里什是葡萄牙波尔图区的一个堂区。总面积2.52平方公里，总人口2526人，人口密度1002.4人/平方公里。